# 名誉院長
名誉院長（めいよいんちょう）は、栄誉称号・名誉称号の一種。
- 院と号する機関・組織において定める栄誉職。特に病院において現職の院長を引退した後も同じ医療機関で医療に従事する医師が名乗る職名として定められている。
- 都道府県ないし市町村などの条例により、公立の病院において院長としての任務における功績が著しい者に対して授与される称号。
- なお、類似の称号として、名誉病院長、名誉医院長、名誉学院長などがあるほか、関連する称号として名誉副院長がある(以下ともに本項で解説)。

## 名誉院長

### 国立医療機関の名誉院長
国立の医療機関では、1964年（昭和39年）に厚生省令として制定された国立高度専門医療センター名誉総長等の称号の授与に関する省令に基づき、厚生大臣に国立高度専門医療センターに総長、病院長または研究所長として、国立ハンセン病療養所に所長として多年勤務した者のうち、国立高度専門医療センターまたは国立ハンセン病療養所の運営について功績のあったものに対して名誉総長あるいは名誉院長、名誉所長の称号を贈ることができるとしている。今日では、厚生省の厚生労働省への移行に伴い、随時改正され、平成16年3月31日厚生労働省令第77号として厚生労働大臣により授与されることとなっている。名誉院長については独立行政法人国立病院機構所管の国立病院等に多くみられる。

### 公立病院における名誉院長
都道府県および市町村が設立した公立病院では、条例ないし病院の規則において、名誉院長の称号を規定し、院長職にあって功績著しい者に対してこれを授与している。都道府県においては知事、市町村においては市町村長より授与される。なお、公立病院の名誉院長については栄誉称号として規定しているところもある。

### 私立病院等の名誉院長
私立病院において名誉職として設置されている例がある。聖路加国際病院名誉院長の日野原重明が著名である。他に痛みの治療でテレビ出演も多かった東京大学名誉教授でJR東京総合病院名誉院長の花岡一雄医師が知られる。

## 名誉学院長
名誉院長の類似の称号として、名誉学院長などがある。2016年4月1日、代々木アニメーション学院の名誉学院長に作詞家、放送作家の秋元康が就任したのはその例である。その他、医療機関の名誉称号として、名誉病院長が置かれる場合もある。

## 名誉副院長
大学や医療機関では名誉院長に次ぐ名誉職の名称として名誉副院長を定めるところもある。大学の名誉副院長としては西南女学院名誉副院長のセシル・E・ランカスター（Cecil Lancaster）が著名である。特に、ランカスターは1924年（大正13年）から福岡県小倉市で西南女子学院の教員として着任。太平洋戦争の戦中は帰国し日系人収容所で日系人への教育に従事し、戦後1947年（昭和22年）、同学院副院長として復帰し、自宅に中学生を集めて少年会を組織するなど戦後日本の少年教育に尽力した人物として日本の教育界にその名を残している。

### 報道資料
- 『朝日新聞』1988年1月6日朝刊
- 『読売新聞』2016年2月21日東京朝刊
- 『朝日新聞』2016年11月5日朝刊